# Friday on My Mind
Friday on My Mind är en poplåt utgiven av den australiensiska musikgruppen The Easybeats 1966. Låten skrevs av George Young och Harry Vanda som båda var medlemmar i gruppen, och senare blev kända som duon Flash and the Pan. Låten spelades in i Storbritannien, och ska ha kommit till efter att gruppmedlemmarna på skämt imiterat The Swingle Singers, men sedan börjat skriva en sång kring det. Låttexten handlar om en längtan att arbetsveckan ska ta slut. Den kom att bli en internationell hitsingel kring nyår 1966-1967. Låten utsågs i en omröstning organiserad av Australasian Performing Right Association till den bästa australiska låten någonsin. Inspelningen finns också bevarad i National Film and Sound Archives "Sounds of Australia".
Senare har låten spelats in av bland andra Tages på albumet Extra Extra 1966, The Shadows som gjorde en instrumental version på albumet Jigsaw 1967, David Bowie på albumet Pin Ups 1973 och Gary Moore 1987.

## Listplaceringar
| Lista (1966-1967) | Position          |
| ----------------- | ----------------- |
| Australien        | 1                 |
| Danmark           | 13 (DR "Top 20")  |
| Finland           | 16                |
| Flandern          | 11                |
| Frankrike         | 26                |
| Irland            | 13                |
| Kanada            | 13                |
| Nederländerna     | 1                 |
| Nya Zeeland       | 2                 |
| Storbritannien    | 6                 |
| Sverige           | 13 (Kvällstoppen) |
| Sverige           | 10 (Tio i topp)   |
| USA               | 16                |
| Västtyskland      | 10                |
| Österrike         | 16                |